# Josif Kowatschew

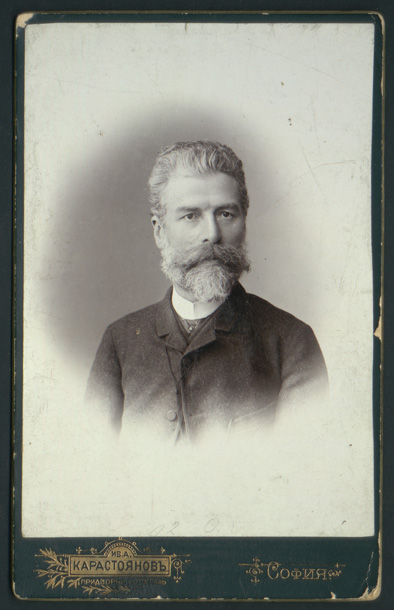
Josif Kowatschew

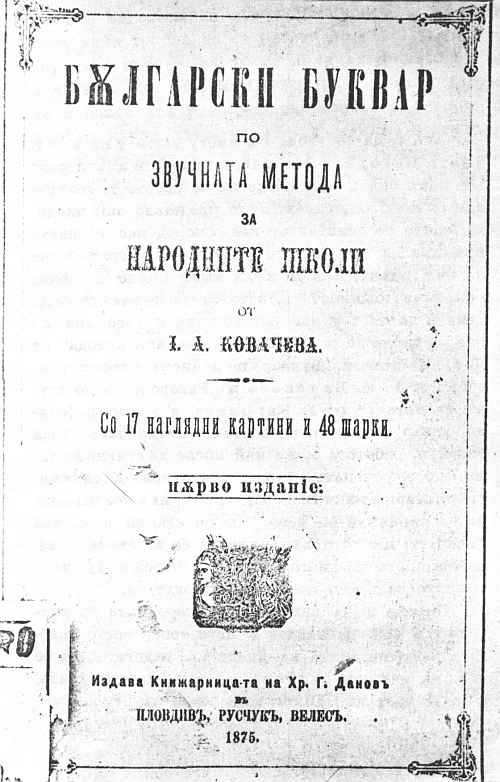
Die bulgarische Fibel Kowatschews von 1875

Josif Antonow Kowatschew (auch Yosif Antonov Kovachev geschrieben, bulgarisch Йосиф Антонов Ковачев; * 14. Januar 1839 in Štip, damals Osmanisches Reich, heute in Nordmazedonien; † 31. Oktober 1898 in Sofia, Bulgarien) war ein bulgarischer Aufklärer, Pädagoge, Politiker, von 1886 bis 1887 Bürgermeister der bulgarischen Hauptstadt Sofia und Mitglied der Bulgarischen Akademie der Wissenschaften.
Kowatschew reformierte das bulgarische Schulsystem, indem er als einer der Ersten nach russischem Vorbild die Schüler in Schulklassen aufteilte. Da einige seiner Wirkungsstätten im heutigen Mazedonien liegen, wird er dort als Begründer der Mazedonischen Schulpädagogik angesehen.

## Leben
Josif Kowatschew wurde 1839 in der makedonischen und zum Osmanischen Reich zugehörende Stadt Ishtip (heute Štip) geboren. Er besuchte die bulgarische Klosterschule in seiner Heimatstadt, bevor er nach Belgrad ging, wo er 1861 die Geistliche Akademie absolvierte. 1864 bekam er ein Stipendium des Bulgarischen Kuratoriums von Odessa (bulg. Одеско българско настоятелство; ein Stipendium für herausragende bulgarische Jungen und Mädchen, finanziert von bulgarischen Kaufleuten aus Odessa, darunter Wasil Aprilow, Stefan Toschkewitsch). Er zog nach Kiew, wo er die dortige Geistliche Akademie besuchte. Hier lernte er die Werke Konstantin Uschinskis kennen, eines Begründers der russischen Schulpädagogik.
Nach dem erfolgreichen Abschluss 1868 kehrte Kowatschew in das unter osmanischer Herrschaft stehende Bulgarien zurück und wurde Lehrer an der Gabrowo-Gesamtgrundschule und an den bulgarischen Schulen in Ishtip (1869–1870), Prilep und Gjilan. Er führte als einer der Ersten das Klassensystem und den Musikunterricht als Lehrermethode im bulgarischen Schulsystem ein. Bei letzterem stützte er sich auf die Kirchenmusik. In seiner Heimatstadt Ishtip gründete Kowatschew die Erste Pädagogische Knabenschule, eine Art Grundschule für die bulgarische Bevölkerung. In Prilep gründete er aus den Schülern der dortigen bulgarischen Schule ein Kirchenchor, welches die Messen in der Kirche „Verkündigung des Herrn“ (1838 erbaut) begleitete. Zwischen 1872 und 1874 war er Schulinspektor im Sandschak Kjustendil.
1873 veröffentlichte Kowatschew durch die Druckerei Mantschew sein Lehrbuch Школска педагогия или методическо ръководство за учителите и управителите на народни школи (zu dt. etwa: Schulische Pädagogik, oder methodologisches Lehrbuch für die Lehrer und Leiter von Volksschulen) und ein Jahr später in Wien die Fibel „Буквар по нагледната и гласна метода“. 1875 veröffentlichte die Druckerei Christo Danow gleichzeitig in Plowdiw, Ruse und Veles die Fibel von Kowatschew „Български буквар по звучната метода за народните школи“ (zu dt. etwa: Bulgarische Fibel für die Volksschulen).
Nach der Befreiung Bulgariens und den Beschlüsse vom Berliner Kongress zog Kowatschew in der damaligen größten bulgarischen Stadt Plowdiw, wo er zunächst 1879 Bildungsminister in der Provinzverwaltung der neu errichtete osmanische Provinz Ostrumelien wurde. Noch im selben Jahr jedoch nah er als Abgeordneter an der Großen bulgarischen Nationalversammlung (17. April – 26. Juni 1879) teil, zog in der Hauptstadt des neu gegründeten Fürstentum Bulgariens, Sofia und wurde dort zum Gemeinderatsvorsitzenden gewählt. In dieser Zeit legte er zusammen mit Marin Drinow mit der Eröffnung des Sofioter Knabengymnasiums einer der Grundsteine des modernen bulgarischen Bildungswesens. Zwischen 1880 und 1881 war Kowatschew Generalsekretär im Innenministerium, 1882 Mitglied des Staatsrats und zwischen 20. Oktober 1886 und 1. November 1887 Bürgermeister von Sofia. Als Bürgermeister war er vor allem mit der Umsetzung des ersten Regulierungsplans von Sofia beschäftigt.
Mit der Bildung des „Sofioter Hochschule“ (heute „Kliment-Ohridski“-Universität) 1888 wurde Kowatschew Dozent für Pädagogik, Geschichte der Pädagogik und Soziologie. 1895 während des II. makedonischen Kongress wurde Kowatschew zum stellvertretenden Vorsitzenden des „Obersten Makedonien Komitee“ (kurz OMK, bulg. Върховния македоноски комитет) gewählt. Am III. Kongress wurde er in seiner Funktion bestätigt und zwischen März und Juni 1897 leitete er das Komitee.
Josif Kowatschew verstarb am 31. Oktober 1898 in der bulgarischen Hauptstadt und wurde in den Sofioter Zentralfriedhof mit Staatsehrungen beigesetzt.

## Bibliographie
Josif Kowatschew teilte die bulgarische Sprache in seinen Werken in drei Dialekten ein: Makedonischer, oder südbulgarischer Dialekt; Balkan, oder Nordbulgarischer Dialekt und Schopen, oder Zentralbulgarischen Dialekt. Bei der Herausbildung der Neubulgarischen Sprache setzte er sich für den Zentralbulgarischen Dialekt ein, der als Bindeglied zwischen den drei Dialekten fungieren sollte. Dabei stand er im Gegensatz zu Petar Beron und Najden Gerow, welche die (nord)ostbulgarischen Dialekte wegen ihrer Nähe zum Russischen präferierten.
- Школска педагогия или методическо ръководство за учителите и управителите на народни школи (1873)
- Буквар по нагледната и гласна метода (1874)
- Български буквар по звучната метода за народните школи (1875)
- Ръководство за първоначалното обучение в четенето и писането по звучната метода (1879)